# Lista över countyn i Washington

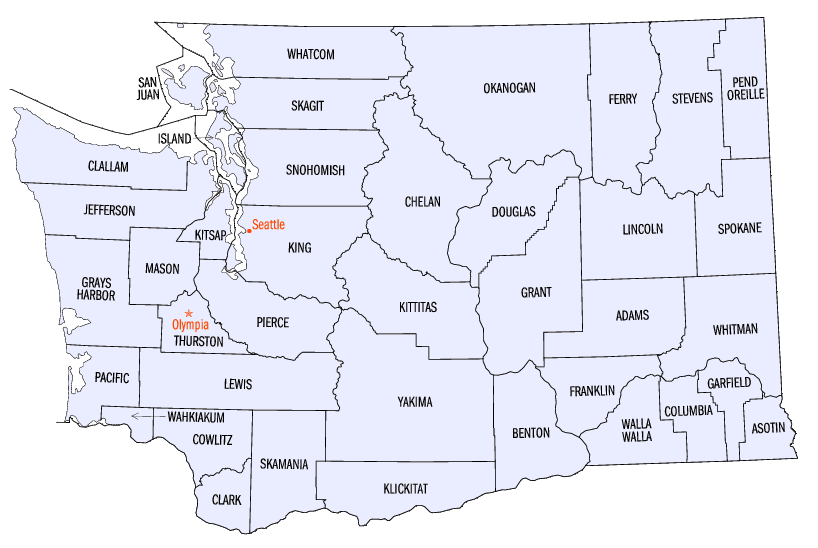
Washingtons countyn.

Detta är en lista över de 39 countyn som finns i delstaten Washington i USA.
| County              | Huvudort (county seat) | Grundat |
| ------------------- | ---------------------- | ------- |
| Adams County        | Ritzville              | 1883    |
| Asotin County       | Asotin                 | 1883    |
| Benton County       | Prosser                | 1905    |
| Chelan County       | Wenatchee              | 1899    |
| Clallam County      | Port Angeles           | 1854    |
| Clark County        | Vancouver              | 1845    |
| Columbia County     | Dayton                 | 1875    |
| Cowlitz County      | Kelso                  | 1854    |
| Douglas County      | Waterville             | 1883    |
| Ferry County        | Republic               | 1899    |
| Franklin County     | Pasco                  | 1883    |
| Garfield County     | Pomeroy                | 1881    |
| Grant County County | Ephrata                | 1909    |
| Grays Harbor County | Montesano              | 1854    |
| Island County       | Coupeville             | 1853    |
| Jefferson County    | Port Townsend          | 1852    |
| King County         | Seattle                | 1852    |
| Kitsap County       | Port Orchard           | 1857    |
| Kittitas County     | Ellensburg             | 1883    |
| Klickitat County    | Goldendale             | 1859    |
| Lewis County        | Chehalis               | 1845    |
| Lincoln County      | Davenport              | 1883    |
| Mason County        | Shelton                | 1854    |
| Okanogan County     | Okanogan               | 1888    |
| Pacific County      | South Bend             | 1851    |
| Pend Oreille County | Newport                | 1911    |
| Pierce County       | Tacoma                 | 1852    |
| San Juan County     | Friday Harbor          | 1873    |
| Skagit County       | Mount Vernon           | 1883    |
| Skamania County     | Stevenson              | 1854    |
| Snohomish County    | Everett                | 1861    |
| Spokane County      | Spokane                | 1879    |
| Stevens County      | Colville               | 1863    |
| Thurston County     | Olympia                | 1852    |
| Wahkiakum County    | Cathlamet              | 1854    |
| Walla Walla County  | Walla Walla            | 1854    |
| Whatcom County      | Bellingham             | 1854    |
| Whitman County      | Colfax                 | 1871    |
| Yakima County       | Yakima                 | 1865    |